# Artur Janicki
Artur Andrzej Janicki – polski inżynier, doktor habilitowany nauk technicznych, specjalizujący się w przetwarzaniu sygnału mowy. Profesor na Wydziale Elektroniki i Technik Informacyjnych Politechniki Warszawskiej.

## Życiorys
Ukończył studia magisterskie z elektroniki na Wydziale Elektroniki i Technik Informacyjnych Politechniki Warszawskiej w 1997. Stopień doktorski z telekomunikacji na tymże wydziale uzyskał w 2004 na podstawie pracy zatytułowanej Wybrane metody poprawiania jakości w konkatenacyjnej syntezie mowy dla języka polskiego, przygotowanej pod kierunkiem Andrzeja Dąbrowskiego, a w 2017 habilitował się, pisząc rozprawę pt. Przetwarzanie sygnału mowy w metodach podnoszących bezpieczeństwo informacyjne. Na początku swojej działalności naukowej prowadził badania związane z syntezą mowy, a w późniejszym czasie także z rozpoznawaniem mowy oraz mówcy. Zajmuje się także zagadnieniami dotyczącymi transmisji mowy w kanałach telekomunikacyjnych oraz ukrywaniem informacji zawartych w sygnale mowy w trakcie jego przesyłania. Publikował prace w czasopismach, takich jak „Security and Communication Networks”, „Annals of Telecommunications”, „International Journal of Applied Mathematics and Computer Science” czy „Telecommunication Systems”.